# پایگاه نیروی هوایی دیس
پایگاه نیروی هوایی دیس (به انگلیسی: Dyess Air Force Base) یک فرودگاه است . این فرودگاه در شهر ابیلین، تگزاس کشور ایالات متحده آمریکا قرار دارد .